# Kramers-Moyal-Entwicklung
Die Kramers-Moyal-Entwicklung ist in der Physik eine Taylor-Entwicklung einer Mastergleichung, welche die Mastergleichung als Integro-Differentialgleichung in eine partielle Differentialgleichung umformt. Entwickelt wird dabei nach der Schrittgröße {\displaystyle \Delta x}:
{\displaystyle {\frac {\partial p(x,t)}{\partial t}}=\sum \limits _{n=1}^{\infty }{\frac {(-1)^{n}}{n!}}{\frac {\partial ^{n}}{\partial x^{n}}}{\Big [}a_{n}(x)p(x,t){\Big ]}}
mit
{\displaystyle a_{n}(x)=\int \limits _{-\infty }^{\infty }(\Delta x)^{n}W(x,\Delta x)\,\mathrm {d} (\Delta x)}
Sie beschreibt die zeitliche Entwicklung einer vom Ort {\displaystyle x} abhängigen Aufenthaltswahrscheinlichkeit {\displaystyle p}. Dabei werden kontinuierlich verteilte Schrittgrößen in Raum {\displaystyle \Delta x=x-x'} und Zeit {\displaystyle \Delta t} betrachtet. {\displaystyle W(x,\Delta x):=W(x'|x)} ist die Übergangswahrscheinlichkeitsrate. Abbruch der Reihe in zweiter Ordnung ergibt die Fokker-Planck-Gleichung.
Die Entwicklung ist nach Hendrik Anthony Kramers und José Enrique Moyal benannt.
Das Pawula-Theorem besagt, dass falls das dritte Glied der Entwicklung verschwindet, auch alle höheren Terme verschwinden. Falls die Entwicklung nicht mit dem dritten Glied abbricht, enthält sie unendlich viele Beiträge.